# Miziów Groń
Miziów Groń (868 m), Miziowy Groń (874 m) – szczyt w Paśmie Mędralowej w Beskidzie Żywiecko-Orawskim. Szczyt ten znajduje się w bocznym i krętym grzbiecie, który od Jałowca (Mędralowej Zachodniej, 988 m) odchodzi w północno-zachodnim kierunku i poprzez Małą Mędralową (1042 m), Jaworzynę (997 m), Górę Mrowców (916 m), Miziów Groń i Czoło (821 m) opada do doliny rzeki Koszarawa w Przyborowie. Grzbiet ten oddziela należącą do Przyborowa dolinę potoku Przybyłka od należącej do Koszarawy doliny potoku Bystra.
Szczyt Miziowego Gronia jest porośnięty lasem, stoki w większości również, ale na północno-zachodnich, tuż pod wierzchołkiem, znajduje się osiedle Fujasy, a na południowo-wschodnich i na przełęczy między Miziowym Groniem a Kalików Groniem spore osiedle Moczarki należące do Przyborowa. Z pól tych osiedli rozciągają się szerokie panoramy widokowe.
Według regionalizacji Polski opracowanej przez Jerzego Kondrackiego Miziów Groń znajduje się w Paśmie Męrdalowej należącym do Beskidu Makowskiego. Na mapach i w przewodnikach turystycznych Pasmo Mędralowej zaliczane jest zazwyczaj do Beskidu Żywieckiego, w najnowszej regionalizacji z 2018 roku do Beskidu Żywiecko-Orawskiego. Znajduje się w granicach wsi Koszarawa w województwie śląskim, w powiecie żywieckim, w gminie Koszarawa.

## Szlak turystyczny
Przyborów – Czoło – Miziowy Groń – Kalików Groń – Jaworzyna – Mędralowa Zachodnia. Czas przejścia 2:20 h, ↓ 1:45 h